# Емні-Хаїлі (район)
Емні-Хаїлі (колишній Кудо-Беур) — район зоби (провінції) Дебуб, що в Еритреї. Столиця — місто Емні-Хаїлі.